# Palacio consistorial de Cartagena
El Palacio consistorial de Cartagena, también conocido como Ayuntamiento de Cartagena, es uno de los principales edificios modernistas de la ciudad de Cartagena (Región de Murcia, España) construido entre 1900 y 1907, obra del arquitecto vallisoletano Tomás Rico Valarino.

## Características
Debido al auge que alcanzó la ciudad a principios del siglo XX, la antigua casa consistorial, de estilo herreriano, del siglo XVI, se había quedado pequeña, por lo que en 1900 se comienza la construcción del nuevo Palacio Consistorial sobre el solar del antiguo, obras que finalizarían en 1907.
Se trata de un edificio de planta triangular. La fachada está realizada completamente en mármol blanco, y destacan en el tejado las cúpulas de zinc. Todo el exterior está decorado repetidas veces con los emblemas de la ciudad: el castillo de la Concepción del escudo de la ciudad, y la corona mural, concedida por el general romano Escipión el Africano cuando tomó la ciudad de Carthago Nova.
En su interior destaca la gran escalera imperial en torno a la que se encuentran diversas dependencias municipales como el salón de plenos y el despacho del alcalde. Son reseñables las obras de fundición como columnas y lámparas y la colección de cuadros de personajes ilustres de la ciudad desde el siglo XVIII.

## Ruina y restauración
Debido a su construcción sobre terrenos inestables ganados al mar, y a un deficiente sistema de cimentación, el edificio comenzó a sufrir importantes daños estructurales que lo llevaron un progresivo proceso de ruina, por lo que en 1995 se cerró el edificio y se acometieron obras de restauración.
Diversos problemas legales con la contrata de las obras retrasaron las obras durante once años.
En 2006 finalizaron estas obras de restauración y consolidación, y en la actualidad el edificio vuelve a lucir con el mismo esplendor con el que fue inaugurado hace cien años.

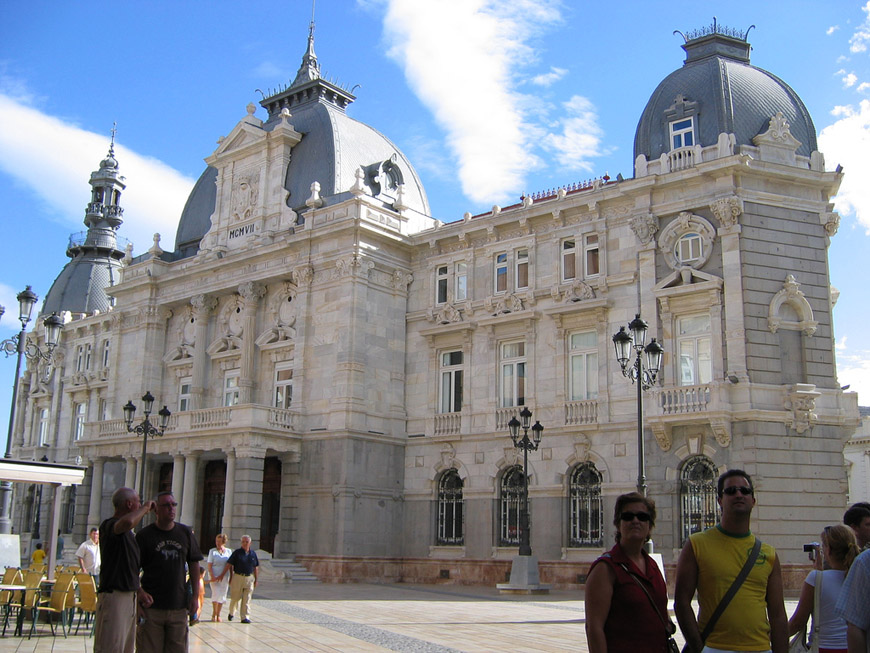
Fachada
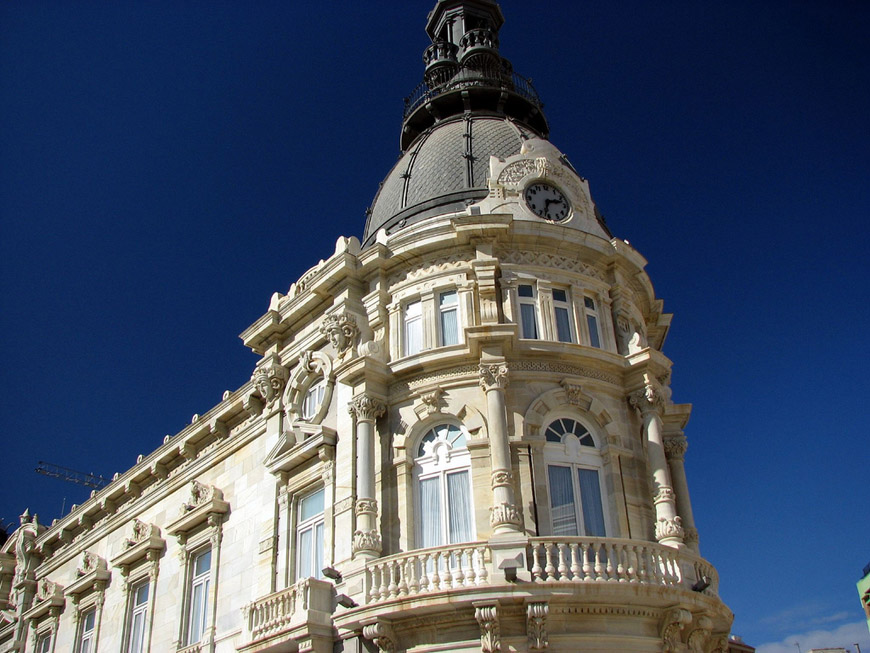
Cúpula sobre la esquina
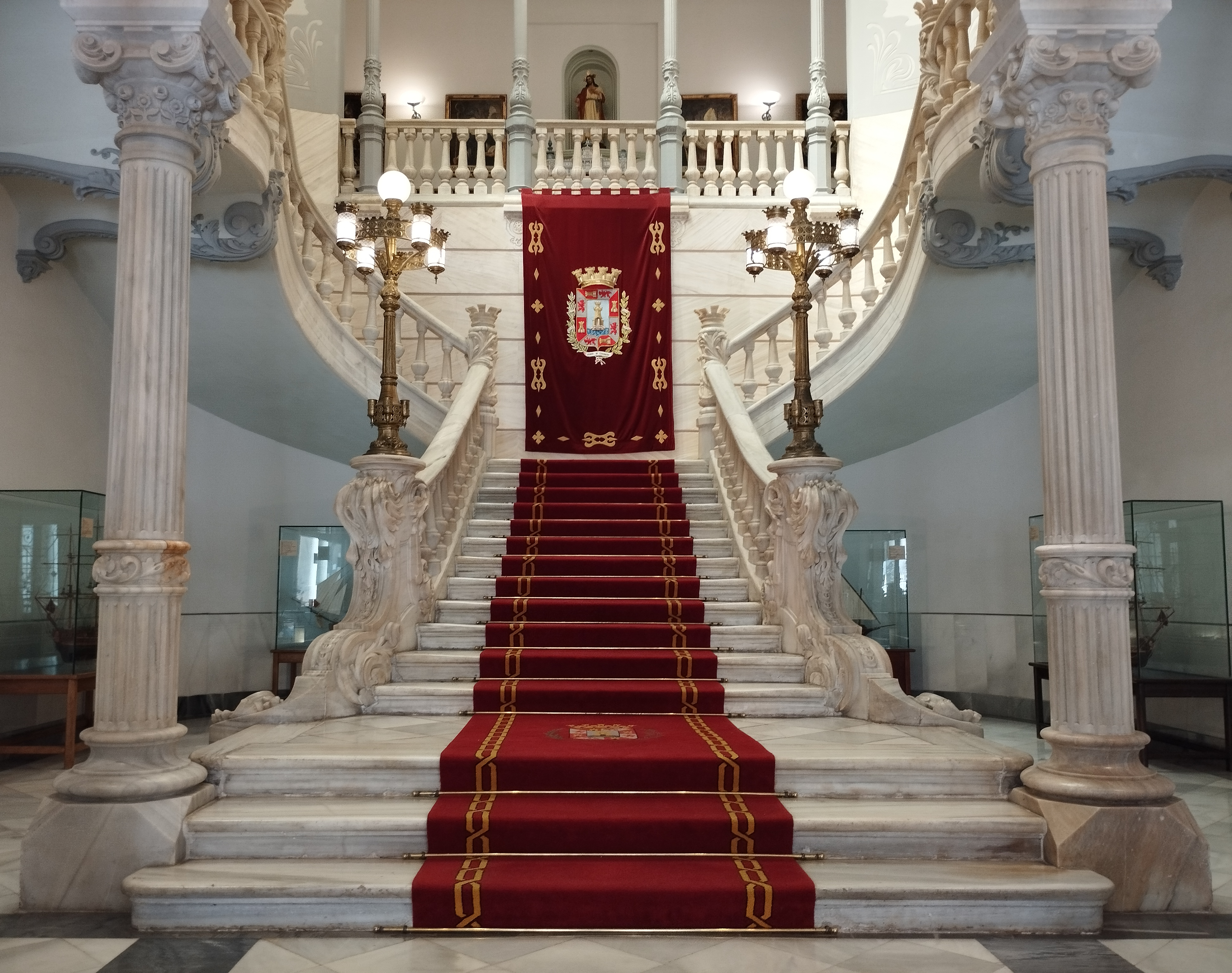
Escalera imperial
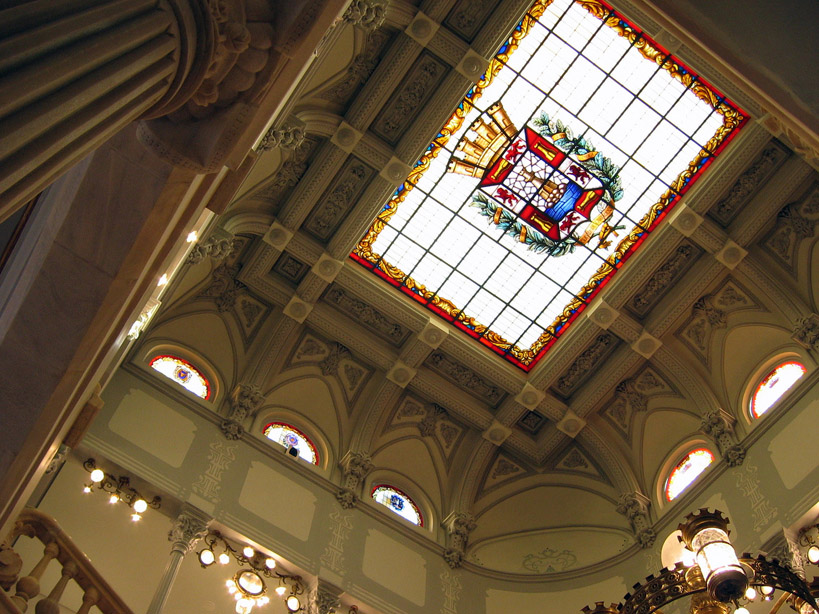
Cúpula sobre la escalera
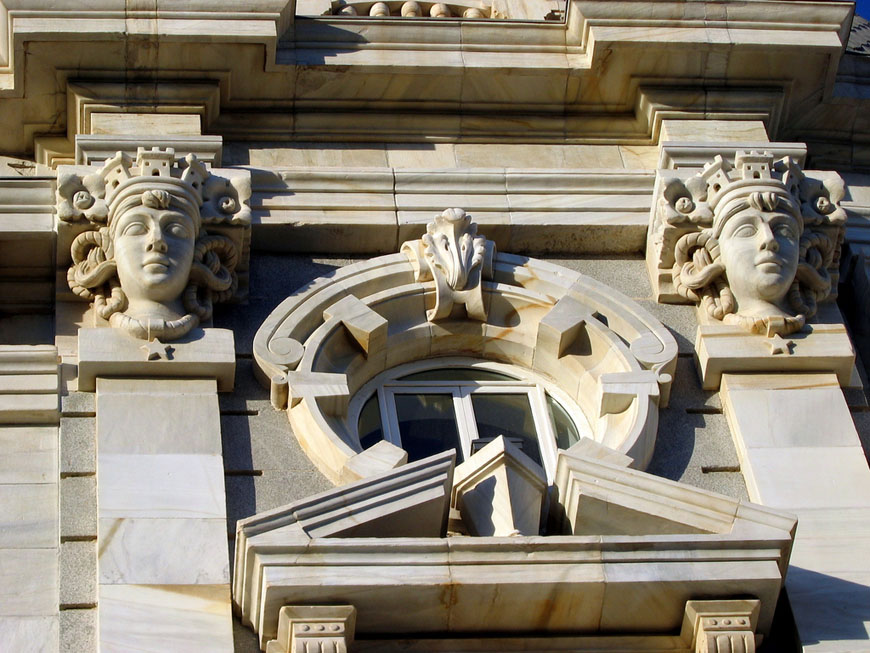
Ménsulas con la corona mural